# Битва под Вроновом
Битва под Вроновом — одно из вооруженных столкновений в ходе Польского восстания 1830—1831 годов, которое произошло 5 (17) апреля 1831 года близ населённого пункта Вронов между русским отрядом под командованием генерала Киприана Антоновича Крейца и польским войском под началом генерала Юлиана Серавского.

## Перед боем
Вследствие неудачных боев Розена со Скржинецким в марте 1831 года русские отступили к Седльце. Серавский должен был, переправившись через реку Вислу, преследовать Крейца. Переправившись 2 (14) апреля 1831 года через Вислу в трех местах, Серавский сосредоточил семитысячный отряд в Ополе и 4 (16) апреля 1831 года двинулся к Вронову, отделив Лаговского с 13 эскадронами и 1 б-ном пехоты на Ходель и Белжице.
В это время Крейц (6 батальонов Литовской гренадерской бригады, 21 эскадрон драгунский и конно-егерский и 2 казакских полка, с 27 орудиями), сосредоточенный у Чернеиова, был выдвинут навстречу Серавскому и, встретившись 4 (16) апреля 1831 года с Лаговским у Бабина, заставил его отступить. Серавский поспешил к Лаговскому и, застав его отряд расстроенным, решил ночью же отступить к Вронову. В то же время Серавским было получено письмо от генерал-квартирмейстера польской армии, с упреками за бездействие; письмо это, в связи с полученными сведениями о незначительных силах русских, заставило Серавского решиться принять сражение у Вронова.
Позиция у Вронова была весьма выгодна; селение расположено по обеим сторонам дороги на небольшой поляне, поросшей кустарником и окруженной лесом. Стрелковый батальон Юлиуша Малаховского занял селение; остальная польская пехота скрытно стала позади у опушки. Левый фланг примыкал к лощине, поросшей кустарником, а правый — к лесу. Все шесть пушек были расположены вместе, против дефиле, из которого должны были дебушировать русские войска, двигавшиеся из Бельжица. Лаговскому было приказано, как только он услышит выстрелы, немедленно двинуться с кавалерией на присоединение к главным силам.

## Сражение
В 7 часов утра 5 (17) апреля 1831 года русские показались у выхода из лесу и были встречены сильным артиллерийским огнем. Прибывший на поле сражения барон Крейц заметил против левого фланга неприятеля незанятую высоту, значительноно возвышающуюся над  всей местностью, и приказал 27-й конной батарее занять её под прикрытием Казанского драгунского полка. Серавский напрасно пытался сбросить русских: калишская кавалерия, которую он сам водил несколько раз в атаку, каждый раз опрокидывалась драгунами и конными егерями.
Между тем, прибывшие части Русской императорской армии расположились следующим образом: 28-я конная батарея — левее 27-й, Вюртембергский конно-егерский полк присоединился к Казанскому драгунскому полку; гренадерская батарея — правее дороги под прикрытием Несвижского карабинерского полка; Луцкий гренадерский полк — у дороги; Самогитский — в резерве, за левым флангом; Тверской и герцога Вюртембергского драгунского полков — тоже в резерве; казакские полки Грекова и Хоперского наблюдали за левым флангом.
Бой завязался сперва в центре; батальон Несвижскского полка атаковал Вронов, но стрелки Малаховского храбро защищались; Крейц приказал Луцкому полку поддержать Несвижцев, а Муравьеву с Самогитским полком двинуться влево против наступавшей неприятельской пехоты. В это время русская артиллерия расстроила ряды противника и заставила замолчать его артиллерию; поляки были вытеснены из Вронова Несвижскими карабинерами; двинувшаяся против Самогитцев пехота была опрокинута в рукопашной схватке. Против прибывшей к этому времени кавалерии Лаговского Крейц выдвинул Тверской и герцога Вюртембергского драгунские полки, а граф Алексей Петрович Толстой с дивизионами Казанского и Вюртембергского конно-егерских полков атаковали левый фланг поляков. В 4 часа дня поляки стали отходить со всех пунктов и под прикрытием стрелков, занявших опушку леса, отступили на Ополе, уничтожая за собою мосты. Преследование было вследствие этого задержано, и поляки успели отступить на Казимерж, где на другой день, 6 (18) апреля 1831 года, потерпели окончательное поражение от настигшего их отряда Крейца.

## Итоги
Эта победа имела важные последствия: за русскими было обеспечено владение Люблинским воеводством, и поляки убедились в неподготовленности своих войск к войне. Крейц действовал с большою проницательностью и энергией; его Литовская гренадерская бригада, ежедневно сражаясь, прошла за три дня около 60 километров. Серавский обнаружил большое упорство в обороне и оказался весьма храбрым генералом, но обладавшим излишней самонадеянностью и непредусмотрительностью. Главной же ошибкой польских военачальников являлось то, что расположенные рядом отряды Серавского, Паца и Дворницкого действовали без связи.